# كازوناري هوساكا
كازوناري هوساكا (باليابانية: 保坂 一成) (24 مارس 1983 في فوتشو في اليابان – )؛ هو لاعب كرة قدم ياباني سابق كان يلعب كلاعب وسط.

## وصلات خارجية
- كازوناري هوساكا على موقع رابطة كرة القدم اليابانية للمحترفين (اليابانية)
- كازوناري هوساكا على موقع قاعدة بيانات كرة القدم.إي يو (الإنجليزية)
- كازوناري هوساكا على موقع Soccerway.com (الإنجليزية)
- كازوناري هوساكا على موقع عالم كرة القدم.نت (الإنجليزية)
- كازوناري هوساكا على موقع كووورة